# Luzillé
Luzillé è un comune francese di 902 abitanti situato nel dipartimento dell'Indre e Loira nella regione del Centro-Valle della Loira.
Sito del Luzillé Archiviato il 12 aprile 2008 in Internet Archive.

## Società

### Evoluzione demografica
Abitanti censiti